# Itanos
Itanos (Grieks: Ίτανος) was een gemeente in de huidige gemeente Sitia, op het Griekse eiland Kreta. Itanos is ook een oude Griekse stad, waarvan de ruïnes nu te vinden zijn in Erimopolis.

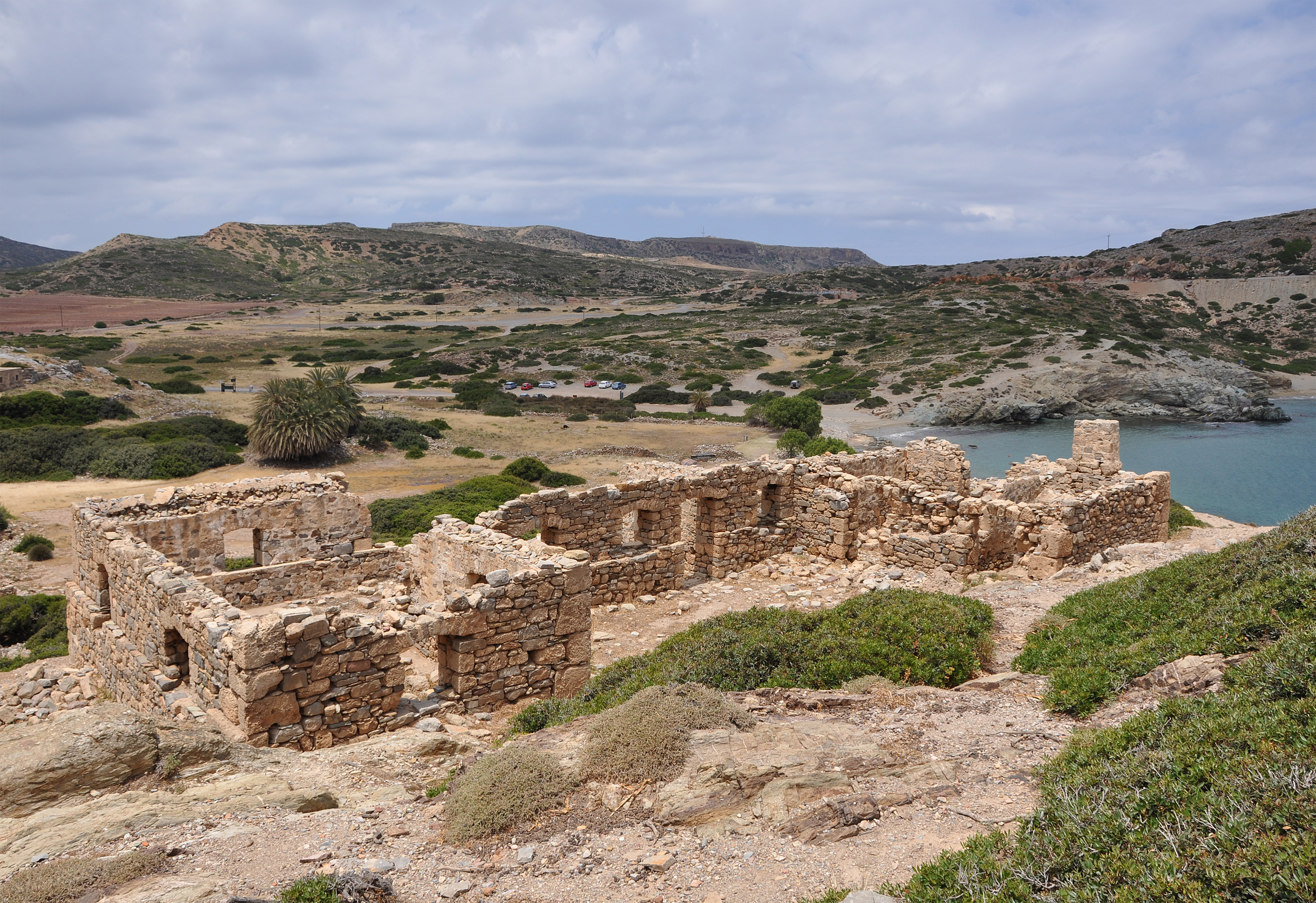
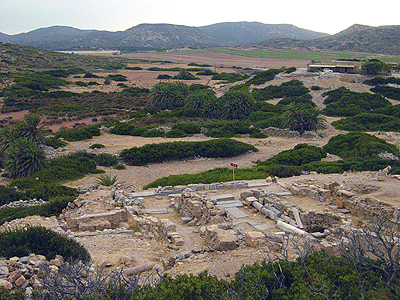